# Feel-Good-Manager
Der Feel-Good-Manager oder Happiness Manager (englisch auch Chief Happiness Officer oder Chief Culture Officer) hat im Unternehmen die Aufgabe dafür zu sorgen, dass das Arbeiten in allen Bereichen nachhaltig verbessert wird. Feel-Good-Manager sind dazu da, um die Bedürfnisse aller Mitarbeiter aufzufangen und eine konstruktive Zusammenarbeit zu fördern.

## Aufgaben und Tätigkeiten
Als Spezialisten für Unternehmenskultur sollen sie für „beste Rahmenbedingungen“ sorgen.
Feel-Good-Management ist ein Zusammenschluss verschiedener Ansätze; so gibt es auch viele Schnittstellen zur Personalentwicklung. Die möglichen Aufgaben sind dementsprechend vielseitig. Sie sind Unternehmenskultur-Beauftragte und Ansprechpartner für die Mitarbeiter. Sie fungieren als Gesundheitsmanager, Konfliktberater und Kommunikationstrainer und als zentrale Schnittstelle zwischen Chefetage und Mitarbeitern. Zu den möglichen Aufgabenbereichen zählen die interne Kommunikation, Teambuilding, Hilfen beim Einstieg in das Unternehmen für neue Mitarbeiter („Onboarding“), Gesundheit und Facility Management. Sie planen Firmenevents und -ausflüge, kümmern sich um die gesunde Ernährung im Unternehmen und um die Anliegen der Mitarbeiter.

## Bedeutung
Ende 2014 wurde die Zahl der Feel-Good-Manager in Deutschland auf 50 geschätzt, Ende 2015 auf 100.